# Estação Curado
A Estação Curado é uma das estações do Metrô do Recife e do VLT do Recife, situada em Recife, entre a Estação Alto do Céu, a Estação Rodoviária e a Estação Jorge Lins. É uma das estações terminais da Linha Curado–Cajueiro Seco do VLT do Recife.
Foi inaugurada em 1986. O movimento da estação é relativamente baixo. Ela também é utilizada por quem mora aos arredores da estação, por quem usa o metrô ou quer ir para estações que possuem algum terminal rodoviário. A Estação Curado não possui ramal de integração entre ônibus. É a estação mais próxima da BR-232.